# Krumping
Krumping (Backronym für Kingdom Radically Uplifted Mighty Praise) ist ein in der afro-amerikanischen Gemeinde von South Central Los Angeles entstandener Tanzstil. Er umfasst neben Freestyle-Tanzbewegungen auch kunstvolle Gesichtsbemalungen und wird in der Regel in einer Gruppe bzw. als Wettstreit (Battle) aufgeführt. Ein ähnlicher Tanzstil ist das „Clowning“, erfunden von Tommy the Clown, einem Clowning- und Krumpingtänzer der USA.

## Merkmale
Krumping ist ein sehr schneller, expressiver Freestyle-Tanz, der sich im Wesentlichen aus „Stomps“ (Stampfen), „Chestpops“ (die Brust blitzartig hochschnellen lassen), und „Armswings“ (die Arme schwingen) zusammensetzt. Dazu kommen sogenannte „Groundmoves“, die auf dem Boden stattfinden, sich jedoch stark von Breaking unterscheiden, und „Puzzles“, die an den Tanzstil Tutting erinnern. Die Krump-Tänzer erzählen mit ihren Bewegungen Geschichten, was auch als „Taunts“ bezeichnet wird.
Diese aggressive Art zu tanzen wird häufig als Abbau von Frust interpretiert, der durch als ungerecht empfundene soziale Missstände entsteht. Die Gründer des Krump selbst (Tight Eyez, Big Mijo, Lil C u. a.) und der Großteil der Tänzer sehen im Krumping eine Street-Version des Gebets, deuten also ihren Tanz als Anbetung/Preisung Gottes. Außerdem versuchen die Tänzer beim Krumping nicht, eine Show zu liefern, sondern tanzen sich viel mehr in einen emotional aufgeladenen Zustand, den sie als „live“ bezeichnen, und der in sehr seltenen Fällen einer Trance ähnelt.
Krumping wird meistens auf offener Straße, manchmal aber sogar in Kirchen getanzt und ist „interaktiv“, das Publikum wird in das Geschehen einbezogen und zum Mitmachen animiert. Es gibt auch Battles, also tänzerische Wettkämpfe, zwischen verschiedenen Crews. Diese werden bei den Clowns als „Clown Groups“, bei den Krumpern als „Fams“ (Familien) bezeichnet.

## Geschichte

### Die Anfänge
Clowning, eine dem Krumping ähnliche Art zu tanzen, entstand in den frühen 1990er Jahren in der Folge der LA Riots in den armen Stadtvierteln von Los Angeles. Thomas Johnson, ein verurteilter Drogendealer, begann 1992 nach seiner Freilassung aus dem Gefängnis unter dem Namen Tommy the Clown als tanzender Hip-Hop-Clown aufzutreten. Tommy wurde in der schwarzen Bevölkerung von Los Angeles schnell zum Vorbild für Jugendliche und Kinder, die sich um ihn scharten und mit ihm bei Clown-Auftritten tanzten. Nach ein paar Jahren gründete Tommy die „Clown-Dancing-Academy“ und nahm einige Jugendliche als feste Crew auf, andere gründeten eigene Tanzgruppen – das Clowning war geboren.

### Vom Clowning zum Krumping
Im Jahr 2002 hatten Ceasare' L. Willis, bekannt als Tight Eyez, und sein Kumpel Christopher Toler, in der Szene bekannt als Lil C, beides ehemalige Mitglieder der Clown-Dancing-Academy, genug davon, für andere den Entertainer zu spielen. Sie sehnten sich nach mehr und erfanden kurzerhand das Krumpen.
Der Begriff „Krumping“ ist ein Kunstbegriff: „Wir brauchten ein Wort, das ausdrückt, was wir tun. Es bedeutet, dass man irgendwie durchgeknallt ist, aufgedreht und gleichzeitig voll Power.“
Wichtiges Element des Clowning war die Gesichtsbemalung der Tänzer. Sie erfüllte die Funktion einer Art „Maske“, verlieh den Gefühlen der Tänzer Ausdruck und sollte die Distanz zwischen der Rolle des Tänzers und dem Menschen hinter der Maske darstellen. Die Gesichtsbemalung hatte ihre Ursprünge im Clowning, wurde aber z. B. im Film „Rize“ von David LaChapelle mit afrikanischen Stammesriten in Verbindung gebracht. Krump-Tänzer wollen sich ausdrücklich von den Clowns abgrenzen. Viele wichtige Unterschiede zwischen den zwei Tanzstilen gibt es, die viele jedoch nicht erkennen.
Das Clowning dient eher der Unterhaltung und besteht aus Tanzbewegungen (moves). Beim Krumping dagegen werden mit aggressiven Bewegungen Geschichten erzählt.

### Clowning vs. Krumping
Mit der Abspaltung der Krumper von den Clowns entstand auch eine Art Rivalität zwischen den Tanzstilen. Während Tommy the Clown die Bewegungsabläufe beim Krumping für „unkontrollierte Zuckungen“ hält, sind die meisten Krumper der Meinung, Clowning sei „langweiliges Entertainment“.
Um herauszufinden, welcher Tanzstil der bessere sei, wurden in Los Angeles regelmäßig sogenannte Battlezones veranstaltet, Tanzwettbewerbe, bei denen Krumper und Clowns in verschiedenen Kategorien gegeneinander antraten. Ab 2002 setzte sich das Krumping immer mehr durch, so dass Clowning inzwischen eine eher nebensächliche Rolle spielt. Stattdessen treten bei den Battles nun meist ausschließlich Krumper gegeneinander an.

## Musik
Mit dem Thema Krump beschäftigen sich einige Musik-Alben wie „Rude Awakening“ von Tight Eyez, „Krumpology“ und „The Golden Series of Krump OST“ von einigen der bedeutendsten Tänzer, genannt Krump Kings. Außerdem war der West-Coast-Rapper Flii Stylz, der auch den Soundtrack zu LaChapelle's Film „Rize“ geliefert hat, mit Songs über Krumping erfolgreich. Häufig wird auch nur zu Instrumentalen getanzt, meist von der Gruppe J-Squad. Für diese speziell für Krumpen gemachte Musik hat sich bereits ein fester Begriff gebildet: Krump Music.

## Krumping in den Medien
In Musikvideos der letzten Jahre tauchen vermehrt Krumping-Elemente auf, wenn auch größtenteils in einer Videoclip-tauglichen, abgemilderten Version. Beispiele hierfür sind:
- Missy Elliott –  I’m Really Hot Musikvideo
- The Black Eyed Peas – Hey Mama Musikvideo
- The Chemical Brothers – Galvanize Musikvideo
- Madonna – Hung Up Musikvideo
- Lil Jon – Beats Crump Musikvideo
- Scooter Smiff – Head Of My Class Musikvideo

Außerdem sind Krumping-Szenen in Musikvideos von Chris Brown, Christina Aguilera und The Prodigy sowie im Film Be Cool von Gary Gray zu sehen. Der Fotograf und Musikvideo-Regisseur David LaChapelle drehte mit dem Film „Rize“ die erste Dokumentation in Spielfilmlänge, die sich dem Thema „Krump“ widmet.
Im Film „Stomp the Yard“ (2007) sieht man neben dem Stompen häufig auch das Krumpen. Im Film „Girls United“ (Teil 2, 2006) sieht man auch oft das Krumpen, wobei es in dem Film eigentlich um das Cheerleading geht.

## Dokumentationen
- Bodytalk – Erotik des Tanzes (ZDF/Arte, 26 Min., 2007. Folge 2 der vierteiligen Doku-Reihe. Regie: Jean Alexander Ntivyihabwa und Lena Goliasch; MME Me, Myself & Eye Entertainment)

- Rize – David Lachapelle